# Rafako
Rafako, pełna nazwa Rafako S.A. – spółka akcyjna notowana na Giełdzie Papierów Wartościowych w Warszawie. Rafako świadczy usługi EPC dla energetyki oraz branży ropy i gazu. Jest wykonawcą bloków energetycznych i producentem urządzeń związanych z wytwarzaniem energii. Przedsiębiorstwo oferuje także projektowanie i produkcję kotłów, w tym kotłów na parametry nadkrytyczne, kotłów fluidalnych oraz urządzeń ochrony środowiska, jak elektrofiltry, instalacje odsiarczania spalin oraz instalacje katalitycznego odazotowania spalin. RAFAKO jest akronimem powstałym przy zmianie nazwy w 1968 roku na Raciborska Fabryka Kotłów RAFAKO w Raciborzu.
W 2019 roku Rafako podjęło próbę wejścia na silnie rozwijający się rynek autobusów elektrycznych, jednak ostatecznie jego spółka celowa zajmująca się projektem autobusu elektrycznego, Rafako Ebus została przejęta przez Agencji Rozwoju Przemysłu 28 września 2020 roku.
Spółka zatrudnia około 1510 osób (2020). Obecnie prezesem Zarządu spółki jest Maciej Stańczuk.
Rafako wyprodukowało oraz dostarczyło instalację odsiarczania spalin oraz kocioł opalany węglem brunatnym dla największego bloku energetycznego w Polsce, pracującego na parametry nadkrytyczne pary, o mocy 858 MW w PGE Elektrowni Bełchatów. Spółka była także producentem nowoczesnego bloku 910 MW w Elektrowni Jaworzno, wyposażonego w kocioł na nadkrytyczne parametry pary, instalację odsiarczania metodą mokrą wapienną oraz katalityczne odazotowanie spalin SCR. Szacuje się, że ponad 80% kotłów w energetyce zawodowej pracujących w Polsce zostało zaprojektowanych i wyprodukowanych przez Rafako:
- 4 kotły w Elektrowni Opole,
- 8 kotłów w Dolnej Odrze,
- 12 kotłów w Elektrowni Bełchatów,
- 10 kotłów w Elektrowni Kozienice,
- 6 kotłów w Elektrowni Pątnów,
- 6 kotłów w Elektrowni Rybnik,
- 4 kotły w Jaworznie,
- 4 kotły w Turoszowie,
- 2 kotły w Siekierkach,
- 2 kotły w Elektrociepłowni Żerań,
- kotły w wielu elektrociepłowniach (Wrocław, Łódź, Gorzów[14]).

W 2019 zaprezentowany został prototyp elektrycznego autobusu firmy Rafako.

## Wniosek o ogłoszenie upadłosci
26 września 2024 zarząd spółki złożył wniosek o ogłoszenie upadłości, który wpłynął do Sądu Rejonowego w Gliwicach.